# Kopliku
Kopliku (albanska: Koplik med böjningsformen Kopliku, även känd som Koplik i Poshtëm) är en stad och tidigare kommun i norra Albanien samt centralort i distriktet Malësi e Madhe. 2011 hade Kopliku 3 734 invånare. Kopliku ligger strax norr om Shkodra, utmed Rruga shtetërore 1 som förbinder Albanien med Montenegro via gränsövergången i Hani i Hotit.
Kopliku ligger utmed Shkodrasjöns östra del. Via staden passerar även en godsjärnväg som är den enda internationella tågförbindelsen mellan Albanien och Montenegro.